# Histoire des îles Vierges des États-Unis
Les îles Vierges sont restés pendant deux siècles sous le contrôle du Danemark, avant d'être achetées en 1917 par le gouvernement américain.
L'archipel, situé à l'Est de Porto Rico, d'une superficie de 346,4 km2, est peuplé en 2020 par une population de 87 146 habitants, parlant principalement anglais caribéen (en) (10 %) et/ou espagnol caribéen (es) (10 %) et/ou créole des Îles Vierges (en).

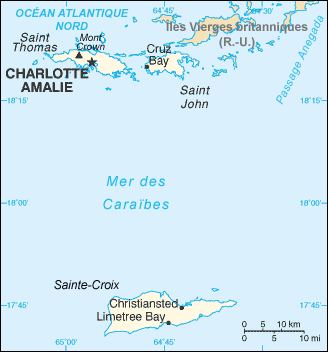
Iles Vierges americaines
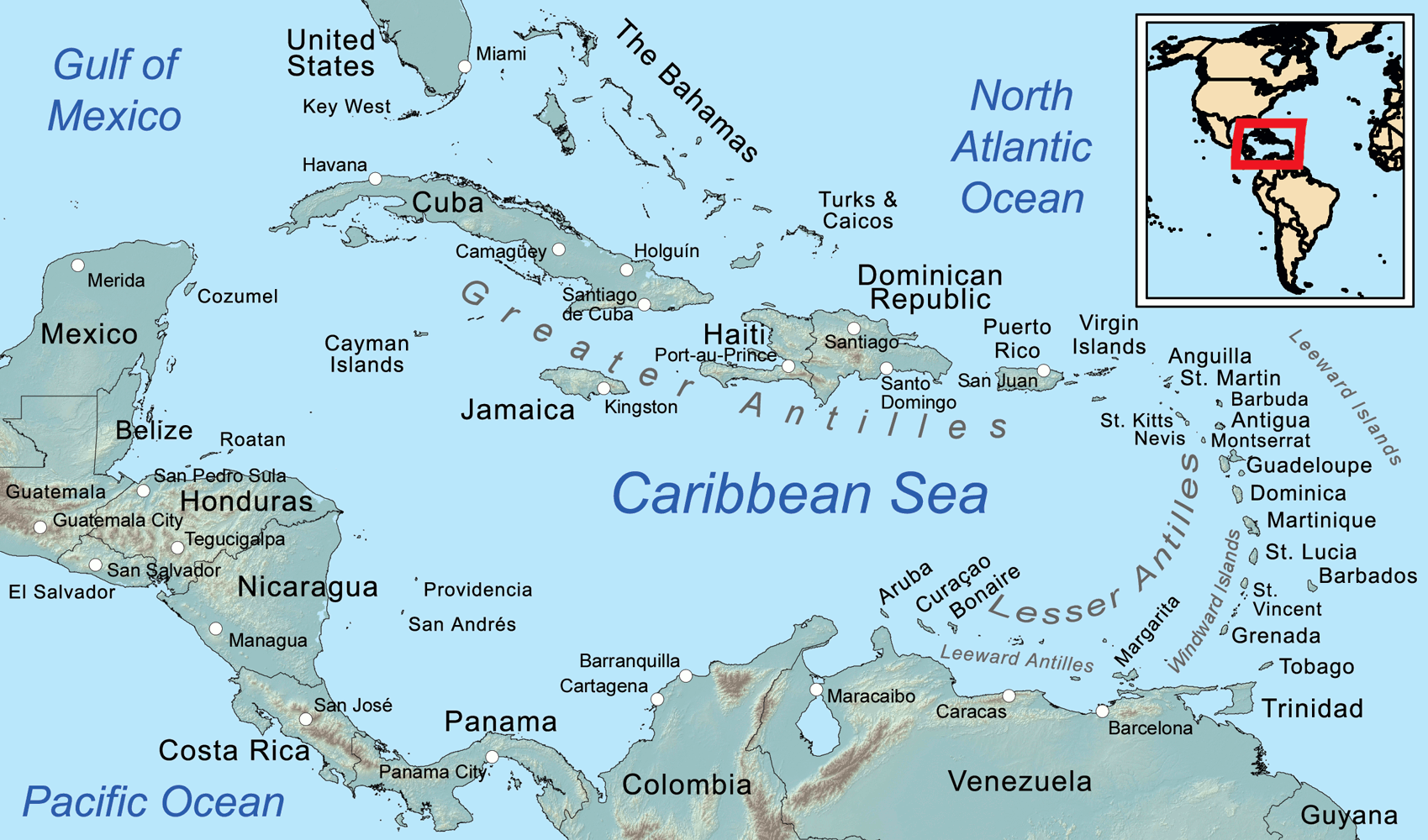
Carte générale de l'espace caraïbe
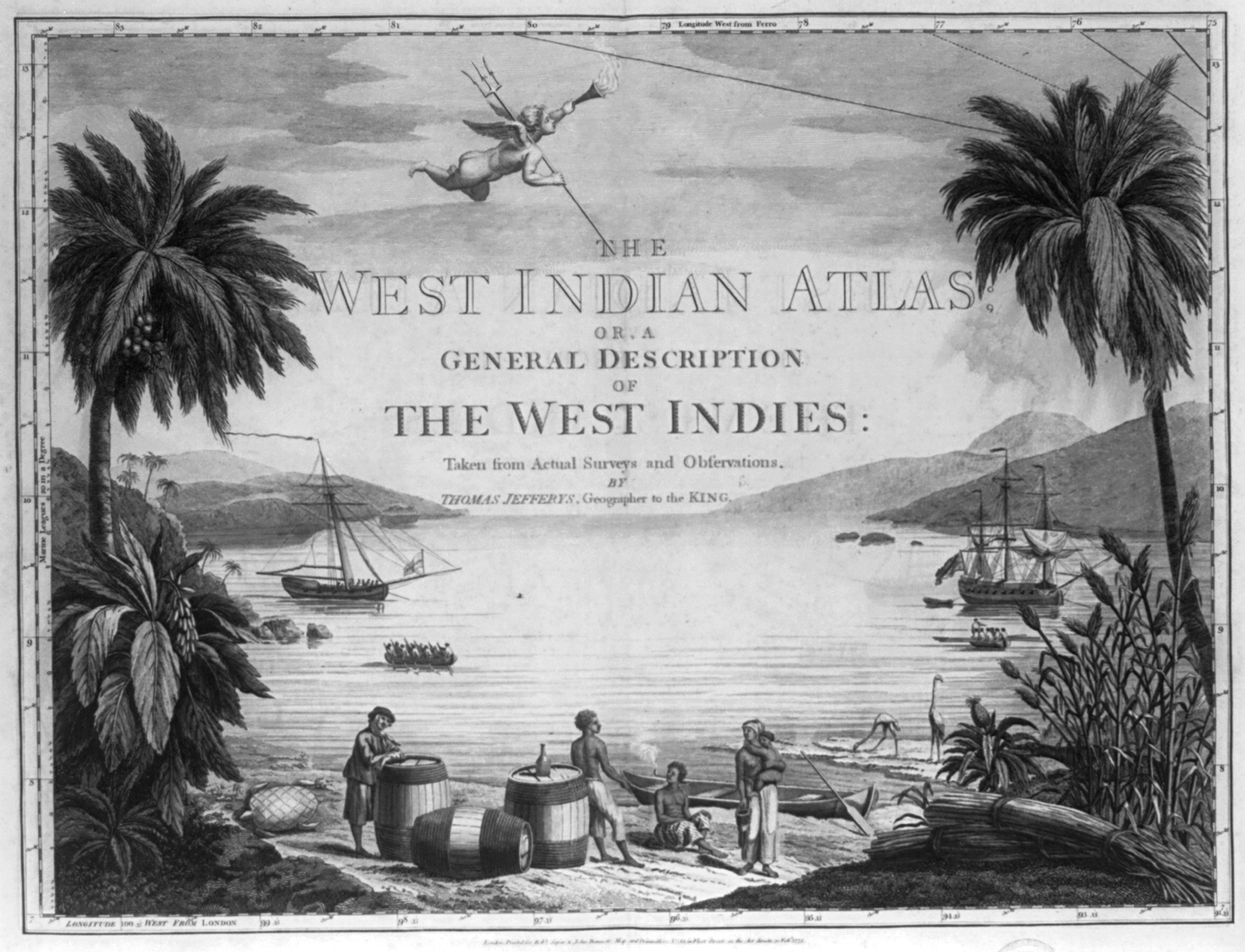
Un port des Indes occidentales

## Période amérindienne

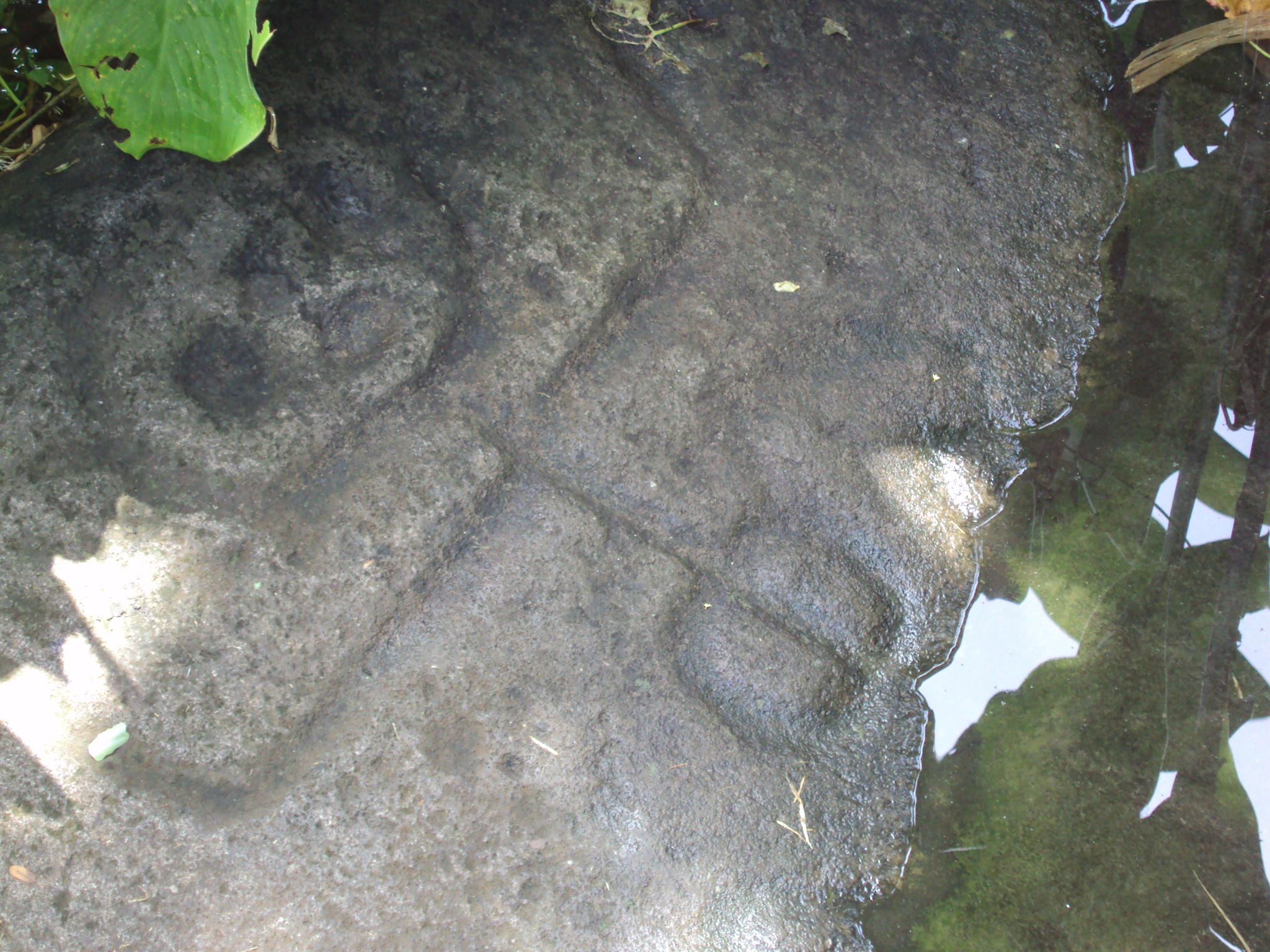
Roche gravée, art Arawak, Guadeloupe.

Les premiers habitants des îles Vierges furent les tribus d'indiens Arawaks et Caraïbes. Les Arawaks ne connaissaient pas l'écriture mais pratiquaient l'agriculture, la pêche et la cueillette. Ils fabriquaient une céramique typique extrêmement décorée par la technique de l'adorno et les peintures blanches, noires, et ocre. Les premiers Européens à visiter les îles furent les équipages des navires de l'expédition de Christophe Colomb. 
Les îles ont été occupées par plusieurs pays au cours du siècle suivant, parmi lesquels l'Angleterre, la Hollande, la France et le Danemark.

## Achat des îles par le Danemark en 1733

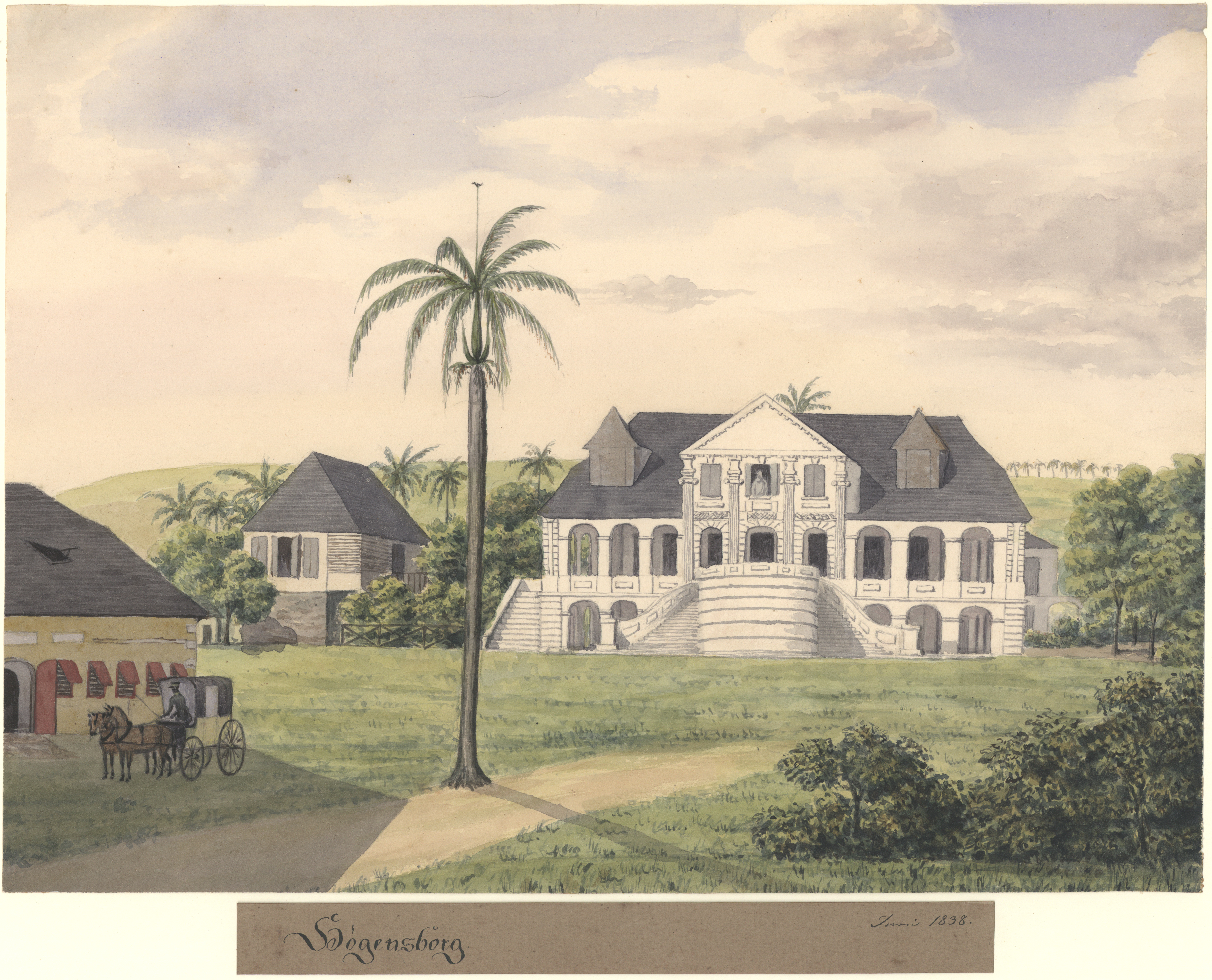
"The Høgensborg estate", grande propriété agricole en 1833, à l'époque danoise.

En 1733, la Compagnie des Indes occidentales danoises achète Sainte-Croix, et réunit Saint Thomas, Saint Croix , et Saint John comme un ensemble formant les Antilles danoises.
Les Danois mettent en place sur les îles le commerce du sucre, des esclaves et autres marchandises. La culture de la canne à sucre est une activité économique majeure pendant de nombreuses années, avec des esclaves utilisés comme main-d'œuvre. En 1733 aussi, une longue sècheresse, suivie par un ouragan amène les esclaves de St. John, principalement des membres de l'ethnie Akwamu, originaires du Ghana, à se lancer dans une rébellion, et prendre le contrôle de l'île pendant six mois. Le Danemark demande alors l'aide de la France, présente non loin à la Martinique, pour mettre fin aux soulèvements.
À la suite d'une autre révolte d'esclaves plus d'un siècle plus tard, en 1848, le gouverneur Peter von Scholten libère officiellement les derniers esclaves.

## Acquisition par les États-Unis en 1917
Les États-Unis tentent d'acheter les îles une première fois au Danemark en 1899 pour résister à des incursions européennes dans les Amériques. L'échec est attribué à l'influence du Kaiser Guillaume II et à l'Empire allemand. 
Au cours de la Première Guerre mondiale, la crainte de l'influence croissante allemande dans la région des Caraïbes incite le président Woodrow Wilson à faire une nouvelle offre. Les îles vierges sont ainsi achetées au Danemark par les États-Unis en 1917 dans le cadre du Traité des Antilles danoises. Un accord est trouvé sur un montant de 25 millions de dollars.

## Années 1930 et 1940
L'abrogation de la prohibition aux États-Unis au cours des années 1930, a accru la demande de travailleurs des plantations, mais l'absence historique d'une tradition agricole paysanne a pénalisé la première vague d'immigrants.
La loi organique de 1936 a établi un gouvernement pour les Îles Vierges américaines, en remplacement de dispositions temporaires précédentes. C'est l'époque au cours de laquelle a été définie une nouvelle politique de diversification des exportations par l'intermédiaire de l'industrie légère et du tourisme.

## Réformes des années 1960 et 1970
Les îles sont restées sous le contrôle direct du gouvernement américain jusqu'en 1968, lorsque les habitants ont été autorisés à élire leur propre gouverneur. Auparavant, les gouverneurs étaient nommés d'abord par l'État-Major de la marine américaine, puis par le ministère de l'Intérieur à Washington, en raison de la position stratégique des îles. En 1972, les habitants ont élu leur premier délégué, sans droit de vote, au Congrès des États-Unis.